# U-457
U-457 je bila nemška vojaška podmornica Kriegsmarine, ki je bila dejavna med drugo svetovno vojno.

## Zgodovina
Podmornica je bila potopljena 16. septembra 1942 v spopadu z britanskim rušilcem HMS Impulsive (D 11); umrlo je vseh 45 članov posadke.

## Poveljniki
| Poveljniki |                 |                  |                                       |
| Št.        | Čin             | Ime              | Poveljstvo                            |
| 1.         | Kapitan korvete | Karl Brandenburg | 5. november 1941 - 16. september 1942 |

## Tehnični podatki
| Kategorije                                    | Podatki                       |
| --------------------------------------------- | ----------------------------- |
| Teža (t): na površju pod površjem polna Teža  | 769 871 1.070                 |
| Dolžina (m) - tlačni trup (m)                 | 67,10 - 50,50                 |
| Širina (m) - tlačni trup (m)                  | 6,20 - 4,70                   |
| Izpodriv (m)                                  | 4,74                          |
| Višina (m)                                    | 9,6                           |
| Moč (hp): na površju pod podvršjem            | 3.200 750                     |
| Hitrost (vozlov): na površju pod podvršjem    | 17,7 7,6                      |
| Doseg (milja/vozel): na površju pod podvršjem | 8.500/10 80/4                 |
| Torpeda/Torpedne cevi                         | 14/5 (4 na premcu, 1 na krmi) |
| Krovni top (mm)                               | 88                            |
| Mine                                          | 26 TMA                        |
| Posadka                                       | 44-52                         |
| Maksimalni potop (m)                          | 220                           |

## Potopljene ladje
| Datum         | Ime                                  | Država              | Tonaža    | Usoda      |
| ------------- | ------------------------------------ | ------------------- | --------- | ---------- |
| 4. julij 1942 | Christopher Newport (trgovska ladja) | ZDA                 | 7.191 BRT | potopljena |
| 7. julij 1942 | RFA Aldersdale (X34) (tanker)        | Združeno kraljestvo | 8.402 BRT | potopljena |